# Ходячие мертвецы: Мир за пределами
«Ходячие мертвецы: Мир за пределами» (англ. The Walking Dead: World Beyond) — американский постапокалиптический телесериал, разработанный Скоттом М. Гимплом и Мэттью Нигритом для телеканала AMC. Премьера должна была состояться 12 апреля 2020 года, однако из-за всемирной пандемии COVID-19 выход сериала был отложен на 4 октября 2020 года. Является спин-оффом сериала «Ходячие мертвецы», основанного на одноимённых комиксах Роберта Киркмэна, Тони Мура и Чарли Адларда. Является третьим телесериалом в телевизионной франшизе «Ходячих мертвецов».
Сериал был анонсирован в июле 2018 года, а в апреле 2019 года началось производство первого сезона, состоящего из десяти эпизодов. Шоураннером сериала стал Мэтт Нигрит. Сериал продлён на второй и заключительный сезон, его премьера состоялась 3 октября 2021 года.

## Синопсис
Действие сериала начинается через десять лет после начала зомби-апокалипсиса и сфокусировано на двух молодых женщинах и «первом поколении, которое повзрослеет в мире постапокалипсиса». Кто-то из этого поколения «станет героями, кто-то станет злодеями, но в конце концов все из них навсегда изменятся».

## Актёрский состав
= Главная роль в сезоне
     = Второстепенная роль в сезоне
     = Гостевая роль в сезоне
     = Не появляется

### Главные роли
| Алия Ройал         | Айрис Беннетт           | 10 | 10 | 20 |
| Алекса Мансур      | Хоуп Беннетт            | 10 | 10 | 20 |
| Хэл Кампстон       | Сайлас Пласкетт         | 9  | 8  | 17 |
| Николас Канту      | Элтон Ортис             | 10 | 8  | 18 |
| Нико Торторелла    | Феликс Карлуччи         | 10 | 10 | 20 |
| Аннет Махендру     | Дженнифер Малик / «Хак» | 9  | 9  | 18 |
| Джулия Ормонд      | Элизабет Кублек         | 5  | 6  | 11 |
| Джо Холт           | Леопольд Беннет         | 4  | 9  | 13 |
| Натали Голд        | Лайла Белшоу            | 3  | 5  | 8  |
| Джелани Алладин    | Уилл Кэмпбелл           | 2  | 7  | 9  |
| Тед Садерленд      | Перси                   | 5  | 7  | 12 |
| Поллианна Макинтош | Джадис Стоукс / Энн     |    | 6  | 6  |
| Всего эпизодов     | Всего эпизодов          | 10 | 10 | 20 |

- Алия Ройал — Айрис Беннет, сводная сестра Хоуп, дочь Леопольда и Кари, влюблена в Перси.[4]
- Алекса Мансур — Хоуп Беннет, сводная сестра Айрис, приёмная дочь Леопольда и Кари.[4][5]
- Хэл Кампстон — Сайлас Пласкетт, замкнутый подросток, который иногда испытывает приступы агрессии, влюблён в Айрис.[4][5]
- Николас Канту — Элтон Ортис, очень умный подросток, влюблён в Ашу.[4][5]
- Нико Торторелла — Феликс Карлуччи, опекун Айрис и Хоуп, парень Уилла.[6]
- Аннет Махендру — старший сержант Дженнифер Малик / Хак, военная, раннее служила в национальной гвардии армии США, дочь Элизабет, жена Денниса.[4]
- Джулия Ормонд — подполковник Элизабет Кублек, офицер CRM, мать Дженнифер.[7]
- Джо Холт — доктор Леопольд Беннет, отец Айрис и Хоуп, муж Кари, учёный CRM, парень Лайлы.[8]
- Натали Голд — доктор Лайла Белшоу, учёная CRM, девушка Лео.[7]
- Джелани Алладин — Уилл Кэмпбелл, парень Феликса.[7]
- Тед Садерленд — Перси, племянник Тони, влюблён в Айрис.[7]
- Поллианна Макинтош[англ.] — уорент-офицер Джадис Стоукс / Энн[англ.].

### Второстепенные роли
| Кристина Мари Кэрис   | Кэри Беннетт   | 3  |    | 3  |
| Роберт Палмер Уоткинс | Фрэнк Ньютон   | 1  | 6  | 7  |
| Максимилиан Осински   | Деннис Грэм    |    | 8  | 8  |
| Анна Хайа             | Индира         |    | 7  | 7  |
| Ли Спенсер            | Броди          |    | 5  | 5  |
| Уилл Мейерс           | Мейсон Билл    |    | 5  | 5  |
| Жиссетт Валентин      | Диана Пирс     |    | 6  | 6  |
| Мэдлин Кинтц          | Аша            |    | 6  | 6  |
| Абубакр Али           | Дев            |    | 3  | 3  |
| Джесси Галлегос       | Уэбб           |    | 3  | 3  |
| Аллан Эдвардс         | Терри Эллис    |    | 5  | 5  |
| Сьюзан Савой          | Аманда Сигел   |    | 4  | 4  |
| Всего эпизодов        | Всего эпизодов | 10 | 10 | 20 |

- Кристина Мари Кэрис — Кэри Беннетт, преёмная мать Айрис и Хоуп.
- Роберт Палмер Уоткинс — лейтенант Фрэнк Ньютон.
- Максимилиан Осински — Деннис Грэм, механик, муж Дженнифер.
- Анна Хайа — Индира, лидер Периметра, мать Аши и Дева.
- Ли Спенсер — Броди, житель Периметра.
- Уилл Мейерс — Мейсон Билл, сын генерал-майора Билла, влюблён в Хоуп.
- Жиссетт Валентин — капрал Диана Пирс.
- Мэдлин Кинтц — Аша, дочь Индиры.
- Абубакр Али — Дев, сын Индиры.
- Джесси Галлегос — Уэбб, кадет CRM.
- Аллан Эдвардс — доктор Терри Эллис, учёный CRM.
- Сьюзан Савой — доктор Аманда Сигел, учёная CRM.

## Эпизоды

### Сезон 1 (2020)
| №  | Название                                                | Режиссёр         | Автор сценария                                | Дата премьеры   | Зрители в США (млн) |
| -- | ------------------------------------------------------- | ---------------- | --------------------------------------------- | --------------- | ------------------- |
| 1  | «Храбрость» «Brave»                                     | Магнус Мартенс   | Скотт М. Гимпл и Мэттью Негрете               | 4 октября 2020  | 1,595               |
| 2  | «Пламя крови» «The Blaze of Gory»                       | Магнус Мартенс   | Бен Соколовски                                | 11 октября 2020 | 1,040               |
| 3  | «Тигр и агнец» «The Tyger and the Lamb»                 | Шарат Раджу      | Сиаваш Фарахани                               | 18 октября 2020 | 1,040               |
| 4  | «Не тот конец телескопа» «The Wrong End of a Telescope» | Рэйчел Лайтермен | Синед Дэйли                                   | 25 октября 2020 | 1,020               |
| 5  | «Безумец по ту сторону реки» «Madman Across the Water»  | Дэн Лью          | Рохит Кумар                                   | 1 ноября 2020   | 0,742               |
| 6  | «Театр теней» «Shadow Puppets»                          | Майкл Кадлиц     | Майя Голдсмит                                 | 8 ноября 2020   | 0,726               |
| 7  | «Правда или вызов» «Truth or Dare»                      | Майкл Кадлиц     | Эдди Гузелиан                                 | 15 ноября 2020  | 0,783               |
| 8  | «Небо - кладбище» «The Sky Is a Graveyard»              | Лорен Яконелли   | Элизабет Падден                               | 22 ноября 2020  | 0,627               |
| 9  | «Самый глубокий разрез» «The Deepest Cut»               | Сидни Фриланд    | Майя Голдсмит, Бен Соколовски                 | 29 ноября 2020  | 0.618               |
| 10 | «В этой жизни» «In This Life»                           | Магнус Мартенс   | Мэттью Негрете, Майя Голдсмит, Бен Соколовски | 29 ноября 2020  | 0,618               |

### Сезон 2 (2021)
| №  | Название                                                       | Режиссёр        | Автор сценария                             | Дата премьеры   | Зрители в США (млн) |
| -- | -------------------------------------------------------------- | --------------- | ------------------------------------------ | --------------- | ------------------- |
| 1  | «Консеканс» «Konsekans»                                        | Лорен Яконелли  | Мэттью Негрете                             | 3 октября 2021  | 0.,753              |
| 2  | «Опора» «Foothold»                                             | Лорен Яконелли  | Карсон Мур                                 | 10 октября 2021 | 0,807               |
| 3  | «Выходные ранения» «Exit Wounds»                               | Айша Тайлер     | Райна МакКлендон                           | 17 октября 2021 | 0,669               |
| 4  | «Семья - слово из четырёх букв» «Family Is a Four Letter Word» | Айша Тайлер     | Майя Голдсмит                              | 24 октября 2021 | 0,688               |
| 5  | «Ответственное решение» «Quatervois»                           | Хезер Каппиелло | Бен Соколовски                             | 31 октября 2021 | 0,510               |
| 6  | «Кто ты?» «Who Are You?»                                       | Хезер Каппиелло | Рохит Кумар                                | 7 ноября 2021   | 0,431               |
| 7  | «Кровь и ложь» «Blood and Lies»                                | Лили Марийе     | Синед Дэйли                                | 14 ноября 2021  | 0,490               |
| 8  | «Точка возврата» «Returning Point»                             | Лили Марийе     | Эдди Гузелиан                              | 21 ноября 2021  | 0,527               |
| 9  | «Смерть и мёртвые» «Death and the Dead»                        | Лорен Яконелли  | Эрин Мартин и Сэм Рейнольдс                | 28 ноября 2021  | 0,539               |
| 10 | «Последний свет» «The Last Light»                              | Лорен Яконелли  | Мэттью Негрете, Майя Голдсмит и Карсон Мур | 5 декабря 2021  | 0,428               |

## Производство
В июле 2018 года во время международного фестиваля San Diego Comic Con исполнительный продюсер Скотт Гимпл анонсировал начало работы над новым спин-оффом вселенной «Ходячих мертвецов».
В апреле 2019 года телеканал AMC заказал производство десяти серий первого сезона. В июле 2019 года телесериал получил рабочее название «Монумент» (англ. Monument). 13 ноября 2019 года Скотт Гимпл объявил новое название сериала — «Ходячие мертвецы: Мир за пределами» (англ. The Walking Dead: World Beyond).

### Подбор актёров
В июле 2019 года на главные роли сериала были отобраны Алекса Мансур, Николас Канту и Хэл Кампстон. В том же месяце к актёрскому составу присоединились Алия Ройал и Аннет Махендру. В августе стало известно, что в сериале снимется Нико Торторелла. В ноябре 2019 года было объявлено, что Джулия Ормонд сыграет в сериале роль Элизабет — «харизматичного лидера крупной, сложной и грозной группы».
В августе 2019 года Джо Холт был включён в состав во второстепенной роли.

### Съёмки
Съёмки первого сезона начались в конце июля 2019 года в Ричмонде (Виргиния) и продлились до ноября 2019 года. Режиссёром пилотного эпизода стал Джордан Вогт-Робертс.

## Премьера
Премьера сериала планировалась на 12 апреля 2020 года на телеканале AMC. Однако из-за всемирной пандемии COVID-19 выход сериала был отложен на более поздний срок. Пилотный эпизод вышел 4 октября 2020 года.